# Leuchtstoff
Als Leuchtstoff werden allgemein feste Stoffe bezeichnet, die nach der Anregung mit elektromagnetischer Strahlung, hochenergetischen Partikeln oder Materieschwingungen, elektromagnetische Strahlung im nichtthermischen Gleichgewicht emittieren.
Die zum Teil in der deutschen Sprache auch verwendete Bezeichnung Phosphore (plural) leitet sich vom englischen Wort phosphor für Leuchtstoff ab. Diese Bezeichnung ist jedoch dahingehend irreführend, dass Leuchtstoffe das Element Phosphor zwar enthalten können, der Großteil der bekannten Leuchtstoffe jedoch keinen Phosphor enthält.
Im russischen und französischen Sprachraum wird das Wort Luminophor verwendet.

## Grundlagen
Die Leuchterscheinungen beruhen auf der Fluoreszenz (sofortige Lichtemission bei kurzwelliger Beleuchtung), der Phosphoreszenz (zeitverzögerte Lichtemission nach kurzwelliger Beleuchtung) und der Kathodolumineszenz (Lichtaussendung bei Elektronenbeschuss), mitunter der Elektrolumineszenz in elektrischen Feldern.
Leuchtstoffe sind oft anorganische, kristalline Stoffe, die durch Dotierung, also durch gezieltes Einbringen von Störstellen in die Kristallstruktur eine technisch verwertbare Lichtausbeute erbringen. Dabei sind Stoffreinheitsgrade der Ausgangsstoffe von bis zu 99,9999 % erforderlich. Die Leuchtstoffe basieren meist auf Oxiden oder Sulfiden wie Zinkoxid, Zinksulfid, Zink-Cadmium-Sulfid und Zinksulfid-Selenid sowie Silicaten wie Willemit und Zinkberylliumsilicat. Zinksulfid wird auch in selbstleuchtenden radioaktiven Leuchtfarben eingesetzt.
Das Dotierungselement bestimmt die Leuchtfarbe, beispielsweise
- ZnS:Mn → orangerot
- ZnS:Ag → blau
- ZnS:Cu → Grün
- ZnS:Ln → abhängig vom Lanthanoid rot bis blau-grün

Wichtige Dotierungs- und Basiselemente sind die Lanthanoide Europium (Eu), Terbium (Tb) sowie Cer: Europium(III)-dotiertes Y2O2S dient in Farbbildröhren als roter Leuchtstoff, Eu3+dotiertes Y2O3 erzeugt in Energiesparlampen und anderen Fluoreszenz-Gasentladungslampen den roten Spektralanteil. Terbiumdotiertes Gadolinium-Oxidsulfid Gd2O2S wurde als grüner Leuchtstoff in Radarbildschirmen verwendet.
Cer-dotiertes Yttrium-/Gadolinium-Aluminium-Granat-Pulver wird in weißen Leuchtdioden verwendet, um blaues Licht in gelbes zu konvertieren.
Parameter, wie Lichtfarbe der Fluoreszenz und Phosphoreszenz, Nachleuchtdauer und Effizienz der Energiewiedergabe, sind nicht nur von den eingesetzten Stoffen abhängig, sondern auch von deren Bearbeitung wie Glühen, Mahlen, Abschrecken, und atmosphärischen Einwirkungen während dieser Vorgänge.

## Anwendungen
- Schirmbeschichtung der Kathodenstrahlröhre (CRT) in Fernsehgeräten, Oszilloskopen, Monitoren (Kathodolumineszenz)
- Innenbeschichtung von Leuchtstofflampen und Leuchtröhren für die Farben Weiß und andere Farben (Fluoreszenz)
- Beschichtung von UV- und blauen LEDs, um weiß leuchtende LEDs zu erhalten.
- Tagesleuchtfarben (Sicherheitskleidung, Textmarker): diese leuchten unter Nutzung (Fluoreszenz) des Blauanteiles im Tageslicht
- Sicherheitsmerkmale auf Geldscheinen und Wertpapier durch angeregte Fluoreszenz.
- Im Dunklen nachleuchtende Sicherheitsschilder und Deko-Objekte (Phosphoreszenz mit langer Nachleuchtdauer)
- Fluoreszenzmarker zur Untersuchung biologischer Vorgänge mittels Anregung durch Ultraviolett, beispielsweise mit Fluorescein

Weitere Licht aussendende feste Stoffe werden im Allgemeinen nicht als Leuchtstoff bezeichnet, zu deren Prinzipien der Lichtemission siehe unter Lumineszenz und Leuchtfarbe.